# Deodato Borges
Deodato Taumaturgo Borges (João Pessoa, 20 de janeiro de 1934 — João Pessoa, 25 de agosto de 2014) foi um jornalista, radialista e quadrinista brasileiro, criador da radionovela e revista em quadrinhos As Aventuras do Flama e pai do também quadrinista Deodato Borges Filho, mais conhecido como Mike Deodato Jr.
Um dos pioneiros das histórias em quadrinhos na Paraíba, criou As Aventuras do Flama inicialmente como um programa de rádio em 1963, no mesmo ano, transpôs o personagem  para a revista As Aventuras do Flama, a primeira do gênero no Nordeste do Brasil. Inspirada em sucessos da época, como Jerônimo, o Herói do Sertão e The Spirit, a revista tinha 40 páginas em preto e branco, e inicialmente havia sido concebida como um brinde para divulgar a série de rádio. 
Ainda na década de 1960, Borges foi diretor geral dos Diários Associados de Pernambuco. Em 1973, tornou-se editor de cultura do jornal O Norte, de João Pessoa, no qual introduziu as tiras de quadrinhos. Foi também secretário de Comunicação do governo da Paraíba.
Na década de 1980, produziu ao lado do filho duas histórias de ficção científica pós-apocalípticas, 3000 anos depois e Ramthar, ambas foram publicadas na revista Schwermetall, a versão alem da revista francesa Métal Hurlant. 3000 Anos Depois também foi publicada na revista brasileira revista Andróide da Press Editorial  e no mercado americano nos anos 90 com o título Fallout 3000.
Também publicaram a educativa A História da Paraíba em quadrinhos e Verso Reverso na revista Aventura e Ficção da Editora Abril.